# Asterocheres enewetakensis
Asterocheres enewetakensis is een eenoogkreeftjessoort uit de familie van de Asterocheridae. De wetenschappelijke naam van de soort is voor het eerst geldig gepubliceerd in 1997 door Humes.